# Veliki Vrh pri Šmarju
Veliki Vrh pri Šmarju (Duits: Großgupf) is een plaats in Slovenië en maakt deel uit van de gemeente Grosuplje in de NUTS-3-regio Osrednjeslovenska. De plaats telde 408 inwoners op 1 januari 2020.